# Algee Smith
Algee Smith (Saginaw, 7 novembre 1994) è un attore statunitense.
Dopo essere apparso in diversi piccoli ruoli televisivi nel 2017, Smith è diventato famoso per aver interpretato Ralph Tresvant nella miniserie The New Edition Story. Lo stesso anno, ha ottenuto il plauso della critica come Larry Reed nel film di Kathryn Bigelow, Detroit. Più recentemente, ha recitato nel film, Il coraggio della verità - The Hate U Give e Mother/Android.

## Biografia
Smith è nato a Saginaw, nel Michigan. All'età di 8 anni, lui e la sua famiglia si trasferirono dal Michigan ad Atlanta dove iniziò la sua carriera di attore. Avendo il padre musicista e la madre stilista, Smith era ben immerso nelle arti e ha anche completato la sua prima registrazione rap all'età di 9 anni. Durante questo periodo, ha ottenuto diversi ruoli televisivi minori; quelli di cui attribuisce il merito di "perfezionare il suo mestiere". Smith si è trasferito a Los Angeles all'età di 20 anni. Ha una sorellastra Makyla Wallace.
Dopo apparizioni in progetti come Disney Channel, Let It Shine e Terra ad Eco, Smith ha ottenuto il suo primo ruolo importante come Ralph Tresvant in The New Edition Story. Smith ha anche recitato nel film di Kathryn Bigelow, Detroit, sull'incidente dell'Algiers Motel. La sua interpretazione è stata elogiata dalla critica. È stato anche scelto per apparire accanto ad Amandla Stenberg in The Hate U Give, un adattamento cinematografico del giovane romanzo per adulti. Il 22 giugno 2017, Smith ha pubblicato il suo primo EP intitolato Listen, con una miscela di tracce R&B e Hip hop. Ha anche eseguito una canzone per la colonna sonora del film di Detroit, chiamata "Grow". Nel 2019 Algee ha iniziato a interpretare Chris McKay nella serie televisiva HBO Euphoria.

## Filmografia

### Cinema
- Earth to Echo, regia di Dave Green (2014)
- Sons 2 the Grave, regia di Mykelti Williamson (2015)
- Detroit, regia di Kathryn Bigelow (2017)
- Il coraggio della verità - The Hate U Give (The Hate U Give), regia di George Tillman Jr. (2018)
- Judas and the Black Messiah, regia di Shaka King (2021)
- Mother/Android, regia di Mattson Tomlin (2021)

### Televisione
- How to Rock – serie TV, episodio 1x01 (2012)
- Army Wives - Conflitti del cuore – serie TV, episodio 6x08 (2012)
- Let It Shine, regia di Paul Hoen – film TV (2012)
- Complications – serie TV, 2 episodi (2015)
- The Infamous, regia di Anthony Hemingway – film TV (2016)
- Here We Go Again – serie TV, episodio 1x01 (2016)
- Saints & Sinners – serie TV, episodio 1×01 (2016)
- The New Edition Story – miniserie TV, 3 puntate (2017)
- Philip K. Dick's Electric Dreams – serie TV, episodio 1x09 (2018)
- The Bobby Brown Story – serie TV, 2 episodi (2018)
- Euphoria — serie TV, 10 episodi (2019-2022)

## Doppiatori italiani
Nelle versioni in italiano delle opere in cui ha recitato, Algee Smith è stato doppiato da:
- Paolo Vivio in Let It Shine
- Davide Perino in Detroit
- Manuel Meli in Judas and the Black Messiah
- Gabriele Patriarca ne Il coraggio della verità - The Hate U Give
- Alessio Puccio in Euphoria
- Alex Polidori in Mother/Android